# Mineralisierung
Als Mineralisierung bezeichnet man die natürliche Freisetzung chemischer Elemente aus organischen Verbindungen und deren Einbau in anorganische Verbindungen. 
Der Abbau organischen Materials in der Natur erfolgt in zwei Schritten: Auf die grobe Zersetzung durch Mikro-, Meso- und Makrofauna folgt die Aufspaltung der kohlenstoff-, sauerstoff- und wasserstoffhaltigen Substanzen durch ausschließlich Mikroorganismen (biologische Oxidation). Nach vielen Zwischenstufen entstehen schließlich Kohlenstoffdioxid (CO2), Wasser (H2O) sowie Ammonium (NH4+), Phosphat (PO43−), Nitrit (NO2−), Nitrat (NO3−) und weitere anorganische Verbindungen.
Diese Umsetzungsprozesse werden durch Temperatur sowie Luft- und Wasserhaushalt des Bodens beeinflusst. Durch z. B. die Entwässerung von Mooren oder Melioration ist der Mensch ein indirekter Einflussfaktor.
Die Anwesenheit von zur Mineralisierung fähigen Bakterien ist von großer Bedeutung für die Selbstreinigung von Gewässern. Im Boden sorgt die Mineralisierung dafür, dass lebenswichtige Elemente, wie Phosphor und Stickstoff von Pflanzen aufgenommen werden können und damit für den Erhalt der natürlichen Bodenfruchtbarkeit.

## Andere Bedeutungen
Bei Mineralwasser bedeutet Mineralisierung die Aufnahme von Salzen, während das Wasser durch verschiedene Gesteinsschichten hindurchsickert oder -strömt.
In der Geologie, speziell der Taphonomie, ist Mineralisierung bzw. Mineralisation die natürliche Imprägnierung organischer Substanz mit mineralischer Substanz oder die komplette Umwandlung in mineralische Substanz („Versteinerung“).